# Анжићи
Анжићи (итал. Ansicci) је насељено место у унутрашњости Истарске жупаније, Република Хрватска. Административно је у саставу општине Вишњан.

## Географија
Анжићи се налазе се у унутрашњем делу западне Истре, 21 км североисточно од Пореча, на надморској висини од 300 м. Насеље је збијеног типа смештено на благој узвишици, на локалном путу удаљеном 2 км од државног пута (D 21). Становништво се бави пољопривредом и сточарством.

## Историја
До територијалне реорганизације у Хрватској налазили су се у саставу старе општине Пореч.
У непостреној близини насеља налази се археолошко налазиште Монтижана, где су 1973. откопани остаци рановизантијске базилике Св. Агнезе из средине VI. века.

## Становништво
Према задњем попису становништва из 2011. године у насељу Анжићи живела су 42 становника.
Кретање броја становника по пописима 1857—2001.
| година пописа  | 1857 | 1869 | 1880 | 1890 | 1900 | 1910 | 1921 | 1931 | 1948 | 1953 | 1961 | 1971 | 1981 | 1991 | 2001 | 2011 |
| бр. становника | 0    | 0    | 35   | 41   | 37   | 40   | 0    | 0    | 66   | 68   | 62   | 63   | 48   | 49   | 44   | 42   |

Напомена: У 1880. исказано под именом Анчић, а од 1890. до 1910. под именом Аншић. У 1857, 1869, 1921. i 1931. подаци су садржани у насељу Свети Иван. Од 1880. до 1910. исказивано као насеље.